# Uromys caudimaculatus
Uromys caudimaculatus  (Krefft, 1867) è un roditore della famiglia dei Muridi diffuso in Nuova Guinea, Queensland ed alcune isole vicine.

## Descrizione

### Dimensioni
Roditore di grandi dimensioni, con lunghezza della testa e del corpo tra 272 e 380 mm, la lunghezza della coda tra 325 e 360 mm, la lunghezza del piede tra 60 e 80 mm, la lunghezza delle orecchie tra 30 e 40 mm e un peso fino a 900 g.

### Aspetto
La pelliccia è lunga e folta. Le parti superiori sono bruno-grigiastre, più grigie sui fianchi, mentre le parti ventrali sono bianco crema. Il muso è allungato e privo di peli. Le vibrisse sono lunghe e nere. Le orecchie sono corte e rotonde. Le zampe sono bianco crema con il dorso grigiastro. La coda è più lunga della testa e del corpo, è chiazzata di grigio, con la metà terminale bianca. Il cariotipo degli individui dell'Australia è 2n=46 FN=52, mentre di quelli della Nuova Guinea è 2n=48 FN=56.

## Biologia

### Comportamento
È una specie arboricola e solitaria.

### Alimentazione
Si nutre di frutta, semi, germogli, funghi, insetti, granchi, piccoli invertebrati e uova d'uccello. Immagazzina semi.

### Riproduzione
La stagione riproduttiva va da ottobre a gennaio. Le femmine danno alla luce 2-3 piccoli alla volta dopo una gestazione di 36 giorni.

## Distribuzione e habitat
Questa specie è diffusa nella Nuova Guinea, Queensland nord-orientale ed alcune isole vicine.
Vive nelle foreste tropicali umide primarie e secondarie, foreste di sclerofille, boscaglie umide, paludi e mangrovie fino a 1.925 metri di altitudine. Solitamente è assente dalle zone non alberate.

## Tassonomia
Sono state riconosciute 3 sottospecie:
- U.c.caudimaculatus: Nuova Guinea meridionale, Queensland nord-orientale, Isole Aru;
- U.c.papuanus (Ramsay, 1883): Nuova Guinea orientale, Isole di D'Entrecasteaux: Fergusson, Normanby;
- U.c.multiplicatus (Jentink, 1907): Nuova Guinea occidentale, Yapen, Waigeo;

## Conservazione
La IUCN Red List, considerato il vasto areale, la tolleranza a qualsiasi tipo di habitat e la popolazione numerosa, classifica M.caudimaculatus come specie a rischio minimo (Least Concern).